# Гинзбург, Леоне
Леоне Гинзбург (Лев Фёдорович Гинзбург, итал. Leone Ginzburg; 4 апреля 1909, Одесса, Херсонская губерния — 5 февраля 1944, Рим) — итальянский редактор, писатель, журналист и учитель, а также известный антифашистский политический активист и герой движения Сопротивления. Был мужем известной писательницы Наталии Гинзбург и отцом историка Карло Гинзбурга.

## Ранний период жизни
Родился в Одессе 4 апреля 1909 года в еврейской семье и переехал с родителями, Фёдором Николаевичем (Танхумом Нотковичем) Гинзбургом и Верой (Хавой-Голдой) Грилихес, сначала в Берлин, а затем в Турин, будучи ещё в молодом возрасте. В Италии обучался в туринском лицее Liceo Ginnasio Massimo d’Azeglio. В этом лицее сформировалась группа интеллектуалов и политических активистов, которые боролись с фашистским режимом Бенито Муссолини, а затем приняли участие в формировании послевоенной демократической Италии. Среди одноклассников Леоне Гинзбурга были такие известные личности, как: Норберто Боббио, Пьеро Гобетти, Чезаре Павезе, Джулио Эйнауди, Массимо Мила, Витторио Фоа, Джанкарло Пайетта и Феличе Бальбо.
В начале 1930-х годов Леоне Гинзбург преподавал славянские языки и русскую литературу в Туринском университете. Считается, что он оказал влияние на развитие популярности русских писателей в итальянском обществе. В частности, перевел в блестящей классической манере некоторые произведения Достоевского, Пушкина, Л. Толстого, Чехова. В 1933 году Леоне Гинзбург совместно с Джулио Эйнауди стал сооснователем издательства Arnoldo Mondadori Editore. В 1934 году был уволен с должности преподавателя, отказавшись дать клятву верности фашистскому режиму.

## Преследование
В 1934 году Леоне Гинзбург и ещё 14 других молодых туринских евреев, включая Сиона Сегре Амара, были арестованы за соучастие в так называемом «деле Понте-Треса» (они поставляли антифашистскую литературу в Италию через границу из Швейцарии), но Гинзбург не был приговорен к лишению свободы. В 1935 году был снова арестован за свою деятельность в качестве лидера (вместе с Карло Леви) итальянского отделения движения «Справедливость и свобода», которое Карло Росселли основал в Париже в 1929 году.

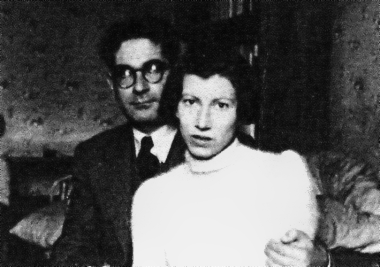
Наталья и Леоне Гинзбурги

В 1938 году он женился на Наталии Гинзбург (урожденной Леви). В том же году Леоне Гинзбург был лишён итальянского гражданства, когда фашистский режим ввел в действие антисемитские расовые законы. В 1940 году в отношении семьи Гинзбургов было введено наказание, известное как «конфино» (внутреннее изгнание), их принудительно вывезли в отдаленную обедневшую деревню Пиццоли в Абруцци, где они оставались с 1940 по 1943 год.
Леоне Гинзбургу удалось продолжить свою работу в качестве главы издательства Arnoldo Mondadori Editore в течение всего периода изгнания. В 1942 году он стал одним из основателей подпольной Партии действия (партии демократического сопротивления), а также был редактором газеты сопротивления L’Italia Libera.

## Задержание и гибель

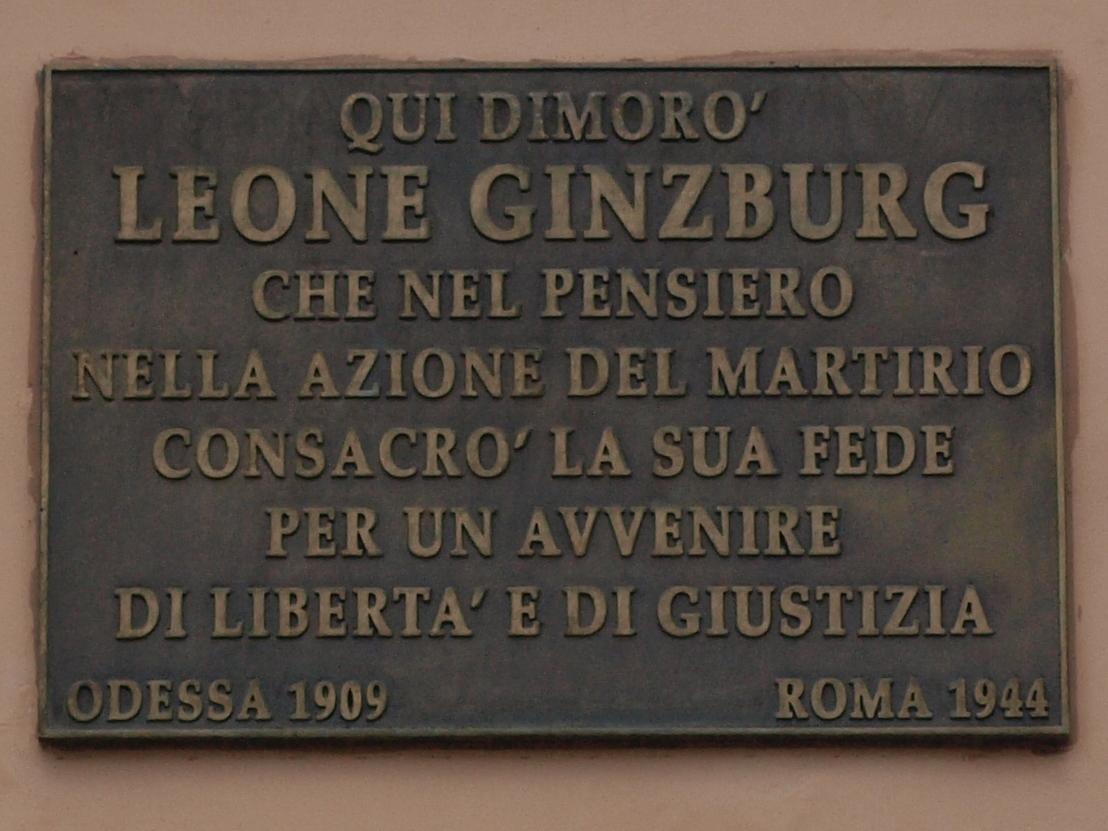
Мемориальная доска на доме, где жил Леоне Гинзбург в Пиццоли недалеко от Л’Акуилы.

В 1943 году после вторжения союзников на Сицилию и падения режима Бенито Муссолини, Леоне Гинзбург отправился в Рим, оставив свою семью в Пиццоли. В сентябре 1943 года Германский рейх осуществил вторжение в Италию: Наталия Гинзбург и трое детей бежали из Пиццоли, забравшись на борт германского грузовика и сказав водителю, что они военные беженцы, которые потеряли свои документы. Они встретились с Леоне Гинзбургом в Риме, где стали скрываться от преследования. 
20 ноября 1943 года Леоне Гинзбург, который использовал вымышленное имя Леонид Джиантурко, был арестован итальянской полицией в подпольной типографии газеты L’Italia Libera. Он был доставлен в германскую секцию тюрьмы Реджина Чели. 5 февраля 1944 года Леоне Гинзбург в результате пыток скончался в тюрьме в возрасте 34 лет.

## Литературное творчество
Леоне Гинзбург выступил как виртуозный мастер литературного перевода. В частности он перевел на итальянский «Повести покойного Ивана Петровича Белкина», «Арапа Петра Великого», «Дубровского» А. С. Пушкина и ряд других классических произведений.